# District de Jingkou
Le district de Jingkou (京口区 ; pinyin : Jīngkǒu Qū) est une subdivision administrative de la province du Jiangsu en Chine. Il est placé sous la juridiction de la ville-préfecture de Zhenjiang.